# Ole Eduard Fischer Madsen
 Der er flere personer med dette navn, se Ole Madsen.
Ole Eduard Fischer Madsen (født 21. december 1934 i København, død 25. marts 2006 i Brønshøj) var en dansk landsholdsspiller i fodbold. Han har en af alle tiders bedste scoringsgennemsnit på landsholdet med 42 mål i 50 A-landskampe for Danmarks fodboldlandshold. Han blev kåret som Årets Fodboldspiller i Danmark i 1964.

## Karriere
Ole Madsen var en relativt lille angriber, 171 cm, men var pågående og havde næse for mål. Som dreng spillede han i Bispebjerg Boldklub. Efter en pause fik han lysten til fodbold tilbage, og som ynglingespiller scorede han så meget på serieniveau, at han blev udtaget til KBU's udvalgte seriehold og senere til Alliancens hold. 
Han kom så til at spille i HIK i 3. division. Her brød han igennem og blev udtaget til landsholdet i 1958 og var selvskreven til OL-holdet i 1960 i Rom, men måtte melde afbud af økonomiske årsager. Han var selvstændig vognmand og havde ikke råd til at afstå fra indtægterne samtidig med, at DBU ikke ville dække tabt arbejdsfortjeneste (dette var i den strenge amatørtid).
Han fortsatte dog på landsholdet, blandt andet som anfører, men blev udelukket, da han skrev kontrakt med Sparta Rotterdam i 1965. Han var efter årene i Holland den første danske spiller, der blev udtaget til landsholdet efter en professionel karriere, da han vendte tilbage som amatør til HIK i 1968. Et sprængt ledbånd i en kamp mod Norge i 1969 satte en stopper for karrieren.
Ole Madsens kendetegn som fodboldspiller var et utroligt antrit, solopræstationer og en enestående målnæse, mens han ikke var så flittig på træningsbanerne (bl.a. på grund af sin vognmandsforretning), og kombinationsspil var ikke hans stærke side. Alt i alt var han højt værdsat af publikum, og hans hælmål mod Sverige i 1965 er et af de mest berømte i landsholdets historie.
Efter at være stoppet med fodbold var han blandt andet øldepot-indehaver, manager for HIK (da professionel fodbold blev indført i Danmark i slutningen af 1970'erne) og vinchef på Skovshoved Hotel, men holdt sig så vidt muligt ude af offentlighedens søgelys.

### Landsholdsstatistik
- 25 sejre, 7 uafgjorte, 18 nederlag
- 0 indskiftninger, 2 udskiftninger
- 28 kampe som anfører

## Resultater
- Hollandsk pokalvinder med Sparta i 1965 (Ole Madsen scorede i 1-0 sejren)

## Hædersbevisninger
- Kåret til Årets fund af Politiken 1958
- Kåret til Årets Fodboldspiller i Danmark 1964